# Incantation (película)
Incantation (chino: 咒; Pinyin: Zhou), conocida en Hispanoamérica como Maleficio, es una película de terror sobrenatural de metraje encontrado taiwanesa de 2022 dirigida por Kevin Ko, coescrita por Chang Che-wei junto al propio Ko, y protagonizada por Tsai Hsuan-yen, Huang Sin-ting, Kao Ying-hsuan, Sean Lin y RQ.
La película se estrenó en Taiwán el 18 de marzo de 2022 y se convirtió en la película de terror taiwanesa más taquillera de todos los tiempos. Fue distribuida internacionalmente por Netflix el 8 de julio de 2022.

## Argumento
Una mujer llamada Ronan (Hsuan-yen Tsai) narra la película, implorando al espectador que memorice una insignia y cante un encantamiento, para enviar bendiciones y levantar una maldición sobre su hija de seis años, Dodo (Huang Sin-ting). La insignia y el encantamiento se intercalan con frecuencia a lo largo de la película para alentar al espectador a orar. Los eventos de la película se muestran como un metraje encontrado de manera no lineal.
Seis años antes, Ronan, su novio Dom (Sean Lin) y el primo de Dom, Yuan (Wen Ching-yu), rompieron un tabú religioso mientras documentaban un ritual para su canal de internet. Fueron a la aldea remota del clan Chen, los familiares de Dom y Yuan, quienes practicaron un Yunnan esotérico que adora a una deidad llamada Madre-Buda. El clan pidió a los tres que enviaran sus nombres con el encantamiento a la Madre-Buda. Un anciano del clan le dijo a Ronan que después de que naciera su hija, también debía enviar el nombre de su hija; Ronan se sorprendió porque no se había dado cuenta de que estaba embarazada. Esa noche, el grupo espió al clan que realizaba el ritual, donde una joven parecía estar dispuesta a prepararse para un sacrificio. La niña inconsciente, cuyo cuerpo estaba cubierto de runas, fue dejada frente a un túnel, en el que el grupo estaba ansioso por entrar, pero el clan había dicho que estaba prohibido. Ronan esperó con la chica mientras Dom y Yuan entraban al túnel después de destruir las barricadas. Yuan luego emergió gritando histéricamente, mientras que el cuerpo sin vida de Dom fue visto más tarde siendo llevado por los aldeanos desde el túnel. Desde entonces, las imágenes del interior del túnel se han dañado y no se pueden reproducir. Después del nacimiento de Dodo, Ronan la dejó en un hogar de acogida y buscó ayuda psiquiátrica.
En el presente, Ronan se ha recuperado y se lleva a Dodo a vivir con ella. Su casa pronto se infesta de actividades inexplicables y Dodo se ve perturbada por una presencia sombría. Dodo desarrolla gradualmente una enfermedad debilitante y la salud mental de Ronan empeora. Cuando los trabajadores sociales llegan para llevarse a Dodo, ella y Ronan escapan con la ayuda de Ming (Kao Ying-hsuan), el jefe del hogar de acogida. Llevan a Dodo a un santuario, donde un sacerdote y su esposa aceptan arriesgar sus vidas para exorcizar a Dodo. Le prohíben comer durante los próximos siete días, pero cuando su condición se deteriora y aparecen runas por todo su cuerpo, Ronan la alimenta. El sacerdote y su esposa mueren violentamente y Ronan lleva a Dodo al hospital.
Mientras tanto, Ming va a Yunnan para realizar más investigaciones sobre la religión del clan Chen y restaura las imágenes dañadas del túnel. A medida que su salud empeora rápidamente al ver la parte intacta de las imágenes, decide no enviar las imágenes del túnel a Ronan. Sin embargo, más tarde es poseído y envía copias de las imágenes del túnel a Ronan antes de suicidarse, rompiéndose la cabeza repetidamente ante la cámara. En las imágenes, se muestra que Dom y Yuan llegaron al altar de la Madre-Buda, cuyo rostro está cubierto con un velo. Mientras intentaba quitarse el velo, Dom fue poseído y murió después de romperse la cabeza. Las imágenes también revelan que Yuan fue poseído antes de ser asesinado violentamente en la aldea por fuerzas invisibles.
Ronan confiesa que le ha estado mintiendo al espectador todo el tiempo. Se revela que un sacerdote en Yunnan le había explicado a Ronan que la Madre-Buda es una entidad malévola, y que si envías tu nombre con el encantamiento, significa que aceptas llevar la maldición. En lugar de transmitir bendiciones, el encantamiento en realidad sirve para esparcir la maldición: Cuando más personas la cantan, la maldición se extiende y la carga sobre quienes la llevan se vuelve más ligera. El rostro de la Madre-Buda debe cubrirse porque es la fuente de la maldición. Ronan, ahora cubierta de runas, regresa al altar dentro del túnel y le pregunta al espectador su nombre antes de revelar el rostro de la Madre-Buda en la cámara. Luego es poseída y se golpea la cabeza contra el altar. La película termina con imágenes de Dodo saludable y feliz.

## Reparto
- Tsai Hsuan-yen como Li Ronan
- Huang Sin-ting como Dodo
- Kao Ying-hsuan como Ming
- Sean Lin como Dom
- RQ (Wen Ching-yu) como Yuan

## Producción

### Antecedentes
La película está inspirada en un incidente en el distrito de Gushan, Kaohsiung, en 2005. Una familia de seis miembros afirmó que estaban poseídos por varias deidades de la religión tradicional china y se acusaron mutuamente de estar poseídos por demonios disfrazados de deidades. Se quemaban unos a otros con incienso, se golpeaban con palos y tabletas ancestrales, y se salpicaban heces y orina en un intento de expulsar a los demonios. Al final, seleccionaron a la hija mayor y la atacaron hasta que murió a causa de sus heridas. Los cinco miembros restantes de su familia fueron posteriormente acusados del delito de «abandonar a una persona indefensa con resultado de muerte». El caso fue considerado solo como un evento de histeria colectiva.

### Diseño
Kevin Ko explicó que la Madre-Buda, los gestos con las manos, el canto, los símbolos y todo lo relacionado con la religión en la película son ficticios. Gran parte del presupuesto se gastó en el diseño y producción de la utilería, especialmente la gran estatua de la Madre-Buda.
La imagen de la Madre-Buda incorporó elementos del Budismo tibetano y del Hinduismo. La forma de múltiples brazos de la Madre-Buda tiene una sorprendente similitud con las formas coléricas de la diosa hindú Kali o Mahakali. Los dos primeros caracteres del nombre chino de la Madre-Buda también son los mismos que los de la traducción china del nombre de Mahakali. Además, el papel de las niñas prepúberes en el culto de la Madre-Buda se hace eco de las tradiciones de adoración de Kumari en Nepal. Además, la mutilación de niños en el culto de la Madre-Buda, además de que los infantes son una parte prominente de la forma de la Madre-Buda que se ve tanto en los murales como en la estatua, refleja la influencia de imágenes de Hariti en el Budismo.

## Lanzamiento
Incantation se exhibió en el mercado de proyectos Network of Asian Fantastic Films (NAFF) durante el Festival Internacional de Cine Fantástico de Bucheon de 2019 antes de entrar en producción y convertirse en la película de terror taiwanesa más taquillera. La película se estrenó en Taiwán el 18 de marzo de 2022 y también se proyectó en el Far East Film Festival. En junio de 2022, Netflix anunció que distribuiría la película en todo el mundo el 8 de julio de 2022.

## Recepción
Hasta junio de 2022, Incantation había recaudado NT$ 170 000 000 (US$ 5 700 000), lo que la convirtió en la película de 2022 con mayor recaudación en Taiwán. Se convirtió en la película de terror taiwanesa más taquillera de todos los tiempos.